# Playa de Tazones
La Playa de Tazones está situada en el corazón del famoso puerto pesquero de Tazones, a 10 km de Villaviciosa, en el Principado de Asturias. En sus inmediaciones se encuentran multitud de establecimientos con la más variada oferta gastronómica de pescados y mariscos.
Tiene una longitud de 200 m, accesos rodados y está ubicada en un entorno urbano. Pese a ello está catalogada como LIC, formando parte de la conocida, Costa Verde o  Costa Oriental de Asturias.

## Servicios
- Aparcamiento
- Socorristas[2]

## Huellas de dinosaurio
En el pedrero de la playa, a unos 120 metros del panel explicativo situado a la entrada del arenal, sobre la superficie de un estrato gris de la formación Tereñes, accesible en marea baja, se encuentran varias icnitas tridáctilas de dinosaurios bípedos, algunas de las cuales forman un rastro. 480 metros más allá en la misma dirección, en la formación de origen fluvial Vega, aparece otra huella tridáctila de dinosaurio.
Partiendo del lado izquierdo de la carretera que va al faro, en un acantilado cuyo acceso está convenientemente señalizado, hay más huellas tridáctilas de dinosaurios bípedos y cuadrúpedos y otra de arrastre de cola.